# Joseph Butore
Joseph Butore, né en 1969 dans la province de Cibitoke, est un homme politique burundais, deuxième vice-président de 2015 à 2020.

## Biographie
Il est député de la circonscription de Cibitoke depuis 2010 et, depuis 2013, il est ministre de l'Enseignement supérieur et de la Recherche scientifique,.
Il est désigné le 20 août 2015 deuxième vice-président de la République du Burundi sous le mandat de Pierre Nkurunziza.
Le 25 octobre 2022, il a reçu la nationalité russe.